# Småkryp
Småkryp (franska: Minuscule : La Vie privée des insectes) är en halvanimerad fransk TV-serie skapad av Hélène Giraud och Thomas Szabo och producerad av Futurikon och Disney Channel. Den hade premiär i USA den 22 september 2007 på Disney Channel. Serien använder sej både av riktiga naturbilder samt animerade insekter som interagerar med den. År 2015 producerades Småkryp: Långfilmen, en långfilm baserad på serien.

## Handling
Varje avsnitt handlar om en insekt som stöter på olika vardagliga hinder som den tar sig förbi.